# Skotom
Skotom (av grekiska σκωτία, mörker) är ett område i synfältet med total eller delvis nedsatt synuppfattning. Blinda fläcken är ett fysiologiskt skotom som bildas i synnervens utträde ur ögat.